# Děnis Jarcev
Děnis Nikolajevič Jarcev, (* 18. září 1990 v Čeljabinsku, Sovětský svaz) je ruský zápasník–judista.

## Sportovní kariéra
S bojovými sporty začal v 8 letech společně se svým bratrem dvojčetem Dmitrijem, který se později specializoval na sambo. Je odchovancem Čeljabinské judistické školy. Připravuje se pod vedením Viktora Mosejčuka a Vladimira Jegunova. Členem užšího výběru ruské seniorské reprezentace v lehké váze je od roku 2013. Na velkých akcích dostává pravidelně příležitost v soutěžích týmů. V roce 2016 vybojoval jako zástupce čistě ruské judistické školy nominaci na olympijské hry v Riu. Ještě před olympijskými hrami byl zapleten do tzv. meldoniové aféry, látky která byla v září 2015 přidána na seznam zakázaných látek. Na olympijských hrách v Riu předvedl v úvodním kole koncentrovaný výkon proti Francouzi Pierru Dupratovi a po jeho chybě v boji o úchop vyhrál na šido. V dalším kole krásně provedeným tai-otoši vyřadil na ippon Číňana Sajndžargala a ve čtvrtfinále proti Belgičanu Dirku Van Ticheltovi hned v úvodu zaútočil opět touto technikou. Belgičan však situaci ustál bez úhony i jeho následný pokus submisi. Hned z další akce však neuhlídal Ticheltův nástup do seoi-nage a spadl na wazari. V polovině zápasu Belgičan navýšil vedení yukem po kontrachvatu de-aši-harai. V závěrečných sekundách drtivým náporem pouze snížil soupeřův náskok kontrachvatem na wazari. V opravách se utkal s Gruzíncem Lašou Šavdatuašvilim a v polovině zápasu se ujal vedení na juko potom co okontroval Gruzíncův pokus o hiza-gurumu. Bodový náskok však neudržel, v poslední minutě hrubě chyboval a Šavdatuašvili jeho zaváhání využil kontrachvatem ko-soto-gaeši na ippon. Obsadil 7. místo.

### Vítězství
- 2013 – 1x světový pohár (Bukurešť)
- 2014 – 1x světový pohár (Ťumeň)
- 2015 – turnaj mistrů (Rabat)

## Výsledky
| Olympijské hry     | —   |    |    |    | —   |   |   |    | 7. |  |  |  |  |  |  |  |  |  |  |  |  |  |  |  |  |
| Mistrovství světa  |     | —  | —  | —  |     | — | — | —  |    |  |  |  |  |  |  |  |  |  |  |  |  |  |  |  |  |
| Evropské hry       |     |    |    |    |     |   |   | 5. |    |  |  |  |  |  |  |  |  |  |  |  |  |  |  |  |  |
| Mistrovství Evropy | —   | —  | —  | —  | —   | — | — | 5. | 5. |  |  |  |  |  |  |  |  |  |  |  |  |  |  |  |  |
| ME juniorů         | —   | —  | 3. | 3. | úč. |   |   |    |    |  |  |  |  |  |  |  |  |  |  |  |  |  |  |  |  |
| MS juniorů         | úč. | 7. |    |    |     |   |   |    |    |  |  |  |  |  |  |  |  |  |  |  |  |  |  |  |  |